# 潇湘水库
潇湘水库是中国云南省曲靖市麒麟区境内的一座水库，位于潇湘河上，始建于1958年，1976年扩建，1985年、2007年进行除险加固。水库总库容4774万立方米，正常库容为3353万立方米，集雨面积为203平方千米，海拔为1917米。